# Oszczędność poznawcza
Teza mówiąca, że ludzie uczą się stosować efektywne uproszczenia myślowe i praktyczne reguły zdroworozsądkowe, które pomagają im zrozumieć rzeczywistość społeczną, ponieważ nie są zdolni przetwarzać całej oddziałującej na nich informacji społecznej.
Niebezpieczeństwa związane ze stosowaniem tej metody:
- pominięcie ważnych informacji,
- nietrafna ocena rzeczywistości, zjawiska, osoby,
- zniekształcenie rzeczywistości postrzeganej i interpretowanej,
- omyłka.

Uproszczenia myślowe dzielą się na schematy i heurystyki.